# Jalovik
Jalovik (en serbe cyrillique : Јаловик) est une localité de Serbie située dans la municipalité de Vladimirci, district de Mačva. Au recensement de 2011, elle comptait 1 569 habitants.
Jalovik est officiellement classé parmi les villages de Serbie.

## Démographie

### Évolution historique de la population
| 1948  | 1953  | 1961  | 1971  | 1981  | 1991  | 2002  | 2011  |
| ----- | ----- | ----- | ----- | ----- | ----- | ----- | ----- |
| 3 190 | 3 304 | 3 065 | 2 958 | 2 649 | 2 446 | 1 950 | 1 569 |

|  |